# Trumanov sindrom
Trumanov sindrom je vrsta zablude u kojoj osoba vjeruje da je cijeli njezin život zapravo emisija ili da su gledani na kamerama. Naziv Trumanov sindrom prvi put su upotrijebili 2008. braća Joel Gold i Ian Gold, psihijatar i neuroznanstvenik, tj. poslije filma Trumanov show.
Zabluda o Trumanovom showu nije službeno priznata niti je navedena u Priručniku za dijagnostiku i statistiku Američkog psihijatrijskog udruženja.